# Kitakami

Kitakami (北上市 Kitakami-shi?) este un municipiu din Japonia, prefectura Iwate.